# Carlo Rosselli
Pour les articles homonymes, voir Rosselli.
Carlo Rosselli, né le 16 novembre 1899 à Rome et mort le 9 juin 1937 à Bagnoles-de-l'Orne, est un homme politique italien, journaliste et historien, assassiné en même temps que son frère Nello par des cagoulards agissant vraisemblablement avec la complicité du régime fasciste italien.
Activiste antifasciste d'abord en Italie puis en France et en Espagne, il fut le théoricien d'un socialisme libéral, c'est-à-dire un socialisme non marxiste et réformiste, inspiré du travaillisme à l'anglaise.

## Biographie

### La naissance, la guerre et les études
Carlo Rosselli nait dans une famille juive aisée de Toscane. Les familles du père comme celle de la mère, Amelia Pincherle, de tendance républicaine étaient politiquement très actives et elles étaient associées l'Unification de l'Italie, les Rosselli étant des amis de Giuseppe Mazzini.
En 1903, la famille s'installe à Florence. Pendant la Première Guerre mondiale, il est sous-lieutenant dans les chasseurs alpins. Après le conflit, par l'intermédiaire de son frère Nello, il fait la connaissance à Florence de Gaetano Salvemini, qui devient un maître à penser pour les frères Rosselli. Au cours de cette période, il se rapproche du Parti socialiste italien et sympathise avec le courant réformateur de Filippo Turati, en opposition avec celui maximaliste de Giacinto Menotti Serrati.
En 1921 il est diplômé avec mention en science politique de l'Université de Florence avec une thèse ayant pour titre Le syndicalisme. Par la suite, il entreprend des études de droit à Turin où il fait la connaissance de Luigi Einaudi et Piero Gobetti.
En 1923, il est diplômé de l'université de Sienne. Il se rend pour plusieurs semaines à Londres stimulé par l'envie de connaître la capitale du travaillisme anglais qui l'influencera profondément.

### L'avènement du fascisme
En Italie, il soutient activement le PSU de Filippo Turati, Giacomo Matteotti et Claudio Treves (it) ; Il écrit pour Critica Sociale, revue créée par Turati. Après l'assassinat de Giacomo Matteotti, Rosselli est favorable à une action contre le fascisme plus énergique que la simple protestation des députés italiens. Avec la collaboration d'Ernesto Rossi et Gaetano Salvemini, il crée la revue clandestine "Ne lâche pas" ("Non mollare"). Au cours de ces mois, la violence fasciste contre les antifascistes se multiplie. Ernesto Rossi s'expatrie en France, suivi par Salvemini; et en février 1926, Piero Gobetti meurt à Paris des suites des violences fascistes subies quelques semaines plus tôt à Turin. Rosselli crée avec Pietro Nenni la revue "Quatrième État" ("Quarto Stato") qui sera arrêtée puis de mois après.
Toujours en 1926, il organise avec Sandro Pertini et Ferruccio Parri l'exil de Turati en France. Pendant que Pertini suit Turati en France, Parri et Rosselli sont arrêtés, Rosselli est condamné à cinq ans de prison et il est emprisonné dans la prison de Carrare puis dans celle de Côme avant d'être envoyé à Lipari (1927). Il commence à écrire Socialisme libéral. En juillet 1929, il s'évade de l'île pour la Tunisie puis il rejoint la France avec d'autres antifascistes : Emilio Lussu et Francesco Fausto Nitti. Ce dernier racontera l'évasion dans le livre Nos prisons et notre évasion (en italien, Le nostre prigioni e la nostra evasione) publié en italien seulement en 1946, la première édition en anglais date de 1929 sous le titre Escape.

### L'exil à Paris et "Giustizia e Libertà"

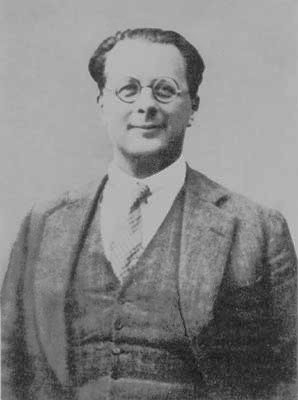
Carlo Rosselli.

En 1929 à Paris, avec Emilio Lussu, Francesco Fausto Nitti et un groupe de réfugiés politiques organisé par Salvemini, Carlo Rosselli se trouve parmi les fondateurs du mouvement antifasciste Giustizia e Libertà qui publie des hebdomadaires et mensuels et qui participe à diverses actions parmi lesquels le vol sur Milan de Bassanesi (1930).
En 1930, il publie en français Socialisme libéral qui est une critique du marxisme. C'est une synthèse du révisionnisme socialiste démocratique (Eduard Bernstein, Turati et Treves) et de celui libertaire (Francesco Merlino et Salvemini) mais il contient aussi une attaque du stalinisme de la Troisième Internationale qui, avec la formule du "social-fascisme", met en commun social-démocratie, libéralisme "borghese" et fascisme. Cela ne surprend pas qu'un des plus importants staliniens Palmiro Togliatti, définisse l'ouvrage Socialisme libéral comme un « maigre libelle anti-socialiste » et Rosselli « un idéologue réactionnaire que rien ne lie à la classe ouvrière ».
"Giustizia e Libertà" adhère à la Concentration antifasciste, union de toutes les forces antifascistes non communistes (libéraux, démocrates-chrétiens, républicains, socialistes, syndicalistes-CGL) qui souhaitent promouvoir et organiser à l'étranger toutes actions de lutte contre le fascisme en Italie. Après l'arrivée du nazisme en Allemagne (1933), "Giustizia e Libertà" soutient la nécessité d'une révolution préventive pour renverser les régimes fasciste et nazi avant qu'ils ne mènent à la guerre.

### L'Espagne et la guerre civile
En 1936, la guerre civile espagnole éclate, Rosselli s'engage immédiatement au sein des forces républicaines, il critique l'immobilisme de la France et de l'Angleterre alors que fascistes et nazis aident, avec des hommes et du matériel, les insurgés. En août, il participe à sa première bataille en Espagne sur le front d'Aragon, créé la section italienne de la colonne "Ascaso", dans laquelle se battront de nombreux membres des arditi del Popolo. Puis il essaie de créer un vrai bataillon dénommé "Matteotti". En novembre, il parle à Radio Barcelone, exhortant les italiens à la lutte antifasciste avec le mot d'ordre « Aujourd'hui en Espagne, demain en Italie ».
Pour raisons de santé, il rentre à Paris où il publie des articles dans lesquels il propose une unité d'action de tous les antifascistes, y compris les communistes comme cela se produit en Espagne bien qu'il maintient un jugement critique sur l'idéologie et sur le parti communiste.

### L'assassinat

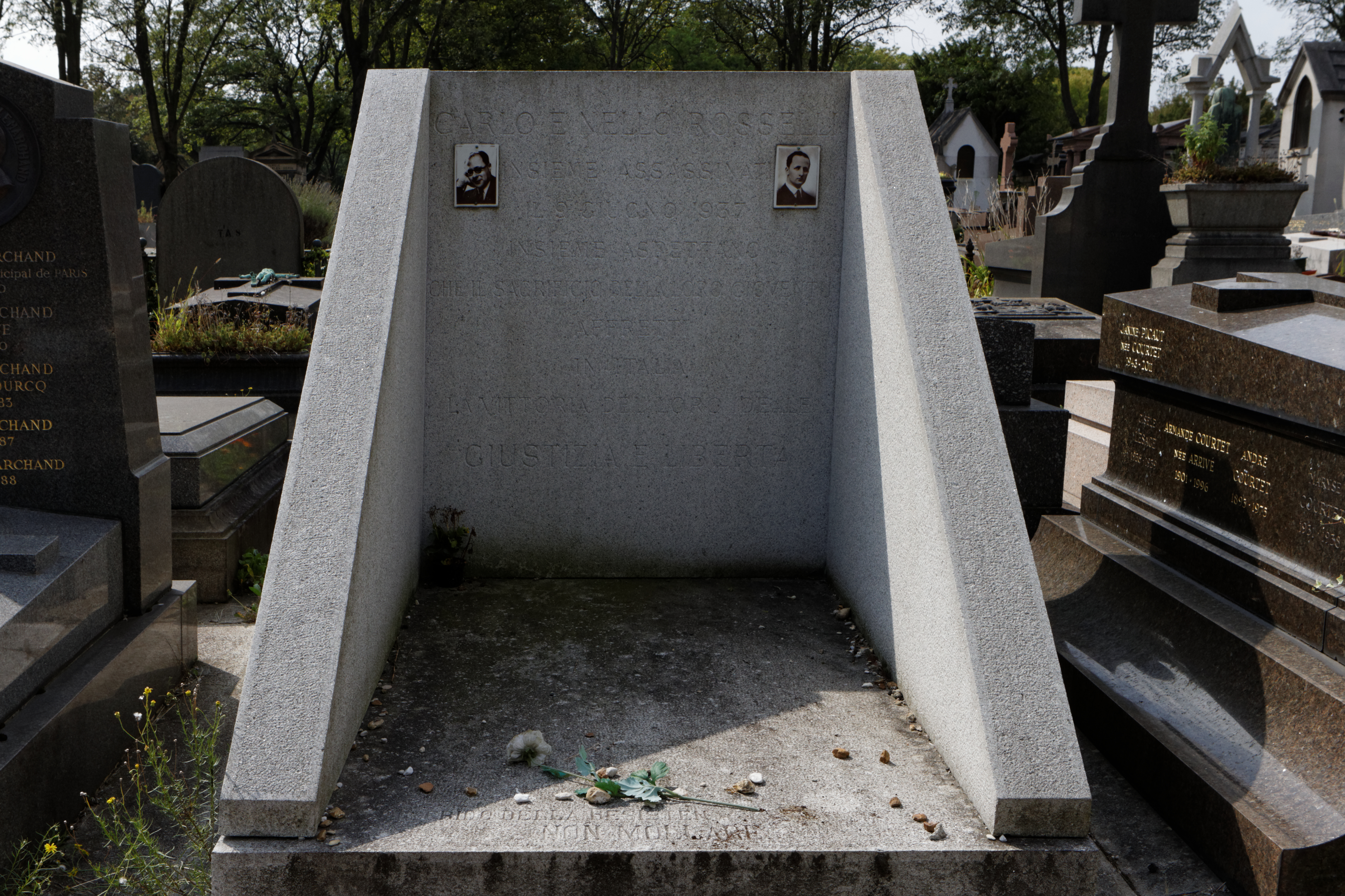
Tombe au cimetière du Père-Lachaise à Paris.

En juin 1937, il séjourne avec son frère Nello à Bagnoles-de-l'Orne pour une cure thermale. Le 9 juin, les deux frères sont tués par des cagoulards, probablement sur ordre de Mussolini avec la complicité de la police politique fasciste (l'OVRA). Le double homicide est organisé par l'ingénieur François Méténier.
Selon le procès qui s'est tenu à Paris en octobre 1948 à Paris, ils ont été assassinés par un commando de neuf militants :
- Jean Filiol, condamné à mort par contumace, ayant fui en Espagne après la Seconde Guerre mondiale[1].
- Robert Puireux ;
- François Baillet ;
- Alice Lamy, compagne de Filiol ;
- Jacques Fauran ;
- Aristide Corre ;
- Louis Huguet :
- Fernand Jakubiez, condamné aux travaux forcés à perpétuité ;
- Jean-Marie Bouvyer.

Il est inhumé au cimetière du Père-Lachaise (94e division). Attilio De Feo, membre du parti Giustizia e Libertà, est le photographe des funérailles de Carlo et Nello Rosselli qui ont lieu à Paris le 19 juin 1937. Celui-ci en tire un album commémoratif, relié en cuir rouge et composé de 24 pages cartonnées contenant chacune deux photos. Cet album reste une source d’information importante sur la cérémonie funèbre des deux frères, parrainée par la Ligue des droits de l’homme et la Maison des syndicats (33 rue de la Grange-aux-Belles), et la procession à travers les rues de Paris jusqu'au cimetière du Père Lachaise. L'album, reproduit en petit nombre, sert à alimenter la résistance antifasciste. Il a été décrit par Chiara Colombini
Arrêté en 1944 à Rome, l'agent secret Santo Emanuele admet sa culpabilité dans le double assassinat. Il est condamné en mars 1945 à la réclusion à perpétuité, mais acquitté en appel, en 1949, faute de preuves suffisantes.

## Ses idéaux
Socialisme libéral fut écrit pendant son exil à Lipari alors qu'il y était emprisonné. Cette œuvre se place dans une position hérétique respectivement aux partis de la gauche italienne de son temps, pour qui Le Capital, interprété diversement, était encore la Bible. Au lieu de l'héritage de Karl Marx, il assume plutôt celui de Giuseppe Mazzini. Sans aucun doute, on y trouve aussi l'influence du travaillisme anglais, bien connu de Rosselli. À la suite des succès électoraux du parti travailliste, Rosselli est convaincu que l'ensemble des règles de la démocratie libérale sont essentiels non seulement pour rejoindre le socialisme mais aussi pour sa concrète réalisation (alors que dans la tactique léniniste, ces règles, une fois le pouvoir obtenu, doivent être laissées de côté) ; la synthèse rossellienne est « le libéralisme comme méthode, le socialisme comme fin ».
L'idée de révolution de la doctrine marxiste fondée sur la dictature du prolétariat (qui en réalité se traduit en Union des républiques socialistes soviétiques par une dictature du pouvoir d'un seul parti) est repoussée en faveur d'une révolution qui, comme on le note dans le programme de Giustizia e Libertà, est un régime cohérent de réformes structurelles orientées vers la construction d'un socialisme qui ne renie pas mais, à l'inverse, exalte la liberté individuelle et associative. Dans la réflexion des dernières années, Rosselli radicalise ses positions libertaires au vu de l'expérience espagnole (défense de l'organisation sociale de Barcelone réalisée par les anarchistes pendant la guerre civile espagnole) et de l'avancée du nazisme.
Rosselli se fait l'apôtre du Socialisme libéral : la fin est le Socialisme, la méthode le Libéralisme, une méthode qui garantit la Démocratie et l'autogestion des citoyens.
Le Libéralisme doit apporter une fonction démocratique, la « méthode libérale » se compose de règles du jeu complexes que toutes les partis en lutte se doivent de respecter, règles destinées à assurer la vie commune et pacifique des citoyens, des classes, des États et contenir la lutte.
La violence peut se justifier comme réponse à d'autres violences (pour cela Rosselli lutte contre le Franquisme) et il aurait souhaité qu'il y ait une révolution violente en Italie en réponse au Fascisme.
Rosselli a confiance dans le fait que la classe future sera la classe prolétarienne, la bourgeoisie devant servir de guide au prolétariat ; la fin est la liberté pour toutes les classes.